# Boca Raton
Boca Raton (en espanyol Boca Ratón) és una ciutat del Comtat de Palm Beach a l'estat de Florida (Estats Units).

## Demografia
Segons el cens del 2006 tenia 86.396 habitants.
Segons el cens del 2000, Boca Raton tenia 74.764 habitants, 31.848 habitatges, i 20.000 famílies. La densitat de població era de 1.061,7 habitants per km².
Dels 31.848 habitatges en un 24,1% hi vivien nens de menys de 18 anys, en un 53,1% hi vivien parelles casades, en un 7,1% dones solteres, i en un 37,2% no eren unitats familiars. En el 29,5% dels habitatges hi vivien persones soles l'11,6% de les quals corresponia a persones de 65 anys o més que vivien soles. El nombre mitjà de persones vivint en cada habitatge era de 2,26 i el nombre mitjà de persones que vivien en cada família era de 2,81.
Per edats la població es repartia de la següent manera: un 18,9% tenia menys de 18 anys, un 8,1% entre 18 i 24, un 26,4% entre 25 i 44, un 26,7% de 45 a 60 i un 19,8% 65 anys o més.
L'edat mitjana era de 43 anys. Per cada 100 dones de 18 o més anys hi havia 92,8 homes.
La renda mitjana per habitatge era de 60.248 $ i la renda mitjana per família de 77.861 $. Els homes tenien una renda mitjana de 52.287 $ mentre que les dones 33.347 $. La renda per capita de la població era de 45.628 $. Entorn del 4,1% de les famílies i el 6,7% de la població estaven per davall del llindar de pobresa.

## Poblacions properes
El següent diagrama mostra les poblacions més properes.